# Жезус, Игор (футболист, 2003)
И́гор Жезу́с Ли́ма (порт.-браз. Igor Jesus Lima; род. 7 марта 2003, Гояния) — бразильский футболист, полузащитник клуба «Эштрела».

## Клубная карьера
Жезус — воспитанник клубов «Гояс» и «Фламенго». 27 января 2022 года в поединке Лиги Кариока против «Португезы» Игор дебютировал за основной состав последних. 9 октября в матче против «Куябы» он дебютировал в бразильской Серии A.

## Международная карьера
В 2023 году в составе олимпийской сборной Бразилии Игор стал победителем Панамериканских игр в Чили. На турнире он сыграл в матчах против команд США, Колумбии, Гондураса, Мексики и Чили. 

## Достижения
Международные
 Бразилия (до 23)
- Победитель Панамериканских игр — 2023